# ديسكوغرافيا ليال عبود

## الألبومات
- 2007 : في شوق
- 2011 : ما بعيش

## الأغاني
| الأغنية          | كلمات         | الحان            | توزيع       | إستديو       | العام |  |
| ---------------- | ------------- | ---------------- | ----------- | ------------ | ----- |  |
| خليها بقلبي تجرح | حسين إسماعيل  | دوري شحادي       | روجيه خوري  | بودي نعوم    | 2014  |  |
| خشخش حديد المهرة | فلكلور        | إعداد دوري شحادي | صبحي محمد   | صبحي محمد    | 2013  |  |
| يا انا يا انا    | داني يونس     | وسام الأمير      | عمر صباغ    | عمر صباغ     | 2012  |  |
| يا طير الطاير    | فلكلور        | فلكلور           | صبحي محمد   | صبحي محمد    | 2011  |  |
| ما بعيش          | منير الزند    | ريشار نجم        | مارسيلينو   | إيلي سابا    | 2010  |  |
| الدنيي ولاد      | إميل فهد      | وسيم بستاني      | وسيم بستاني | وسيم بستاني  | 2010  |  |
| أحلى زفة         | منير الزند    | ريشار نجم        | مارسيلينو   | إيلي سابا    | 2010  |  |
| بيبي             | أنور مكاوي    | أنور مكاوي       | مارسيلينو   | إيلي سابا    | 2010  |  |
| لازم تعرف        | عدنان إسماعيل | عدنان إسماعيل    | مارسيلينو   | إيلي سابا    | 2010  |  |
| بجنون            | ريشار نجم     | ريشار نجم        | مارسيلينو   | إيلي سابا    | 2009  |  |
| شد الجاروفة      | سمير نخلة     | جورج عطية        | روجيه خوري  | بودي نعوم    | 2009  |  |
| واد الحتة        | عدنان إسماعيل | عدنان إسماعيل    | مارسيلينو   | إيلي سابا    | 2008  |  |
| في شوق           | هيثم شعبان    | باسم يحيا        | رودجيو      | اريبيان نايت | 2007  |  |
| حواسي كلاّ        | طوني ابي كرم  | طوني ابي كرم     | نيكولا شبلي | اوديو فيزيون | 2007  |  |
| عم بحلمك         | ربيع شمص      | ربيع شمص         | أنور مكاوي  | دو ري مي     | 2007  |  |
| أبويا قلّي        | أشرف عليمي    | سليم سلامة       | باسم منير   | إم ساوند     | 2007  |  |
| تشوبي            | ربيع شمص      | ربيع شمص         | أنور مكاوي  | دو ري مي     | 2007  |  |
| قلبي يما         | ربيع شمص      | ربيع شمص         | أنور مكاوي  | دو ري مي     | 2007  |  |
| ون يا ون         | ربيع شمص      | ربيع شمص         | أنور مكاوي  | دو ري مي     | 2007  |  |

## فيديو كليبات
- «حاضر يا مستر» - إخراج فادي حداد
- «مغنج» - إخراج فادي حداد
- «خليها بقلبي تجرح» - إخراج وليد ناصيف
- «خشخش حديد المهرة» - إخراج وليد ناصيف
- «يا انا يا انا» - إخراج جان ريشا
- «ما بعيش» - إخراج وليد ناصيف
- «احلى زفة» - إخراج رندلى قديح
- «بجنون» - إخراج رندلى قديح
- «الدنيي ولاد» - إخراج جان ريشا
- «لازم تعرف» - إخراج رندلى قديح
- «شد الجاروفة» - إخراج رندلى قديح
- «واد الحتة» - إخراج رندلى قديح
- «مشغول بالي عليك» - إخراج جاد صوايا
- «بيبي» - إخراج نبيل ابي جابر
- «حواسي كلا» - إخراج رندلى قديح
- «مين إتغير» - إخراج جاد صوايا
- «في شوق» - إخراج جاد صوايا

## الفيديو كليبات

### 2017
| عنوان          | تاريخ النشر   | المدة الزمنية | المخرج    |
| -------------- | ------------- | ------------- | --------- |
| "حاضر يا مستر" | 11 يوليو 2017 | 4:49          | فادي حداد |

### 2016
| عنوان                    | تاريخ النشر   | المدة الزمنية | المخرج    |
| ------------------------ | ------------- | ------------- | --------- |
| "دنية عجايب"             | 7 ديسمبر 2016 | 5:48          | فادي حداد |
| "لكن" (مع عدنان إسماعيل) | 28 مارس، 2016 | 5:27          | فادي حداد |

### 2015
| عنوان  | تاريخ النشر   | المدة الزمنية | المخرج    |
| ------ | ------------- | ------------- | --------- |
| "مغنج" | 7 أكتوبر 2015 | 5:59          | فادي حداد |

### 2014
| عنوان              | تاريخ النشر    | المدة الزمنية | المخرج     |
| ------------------ | -------------- | ------------- | ---------- |
| "خاطرو كسرنا"      | 26 نوفمبر 2014 | 5:01          | وليد ناصيف |
| "خليها بقلبي تجرح" | 11 مايو 2014   | 3:58          | وليد ناصيف |

### 2013
| عنوان              | تاريخ النشر  | المدة الزمنية | المخرج     |
| ------------------ | ------------ | ------------- | ---------- |
| "خشخش حديد المهرة" | 5 يوليو 2013 | 4:44          | وليد ناصيف |

### 2012
| عنوان        | تاريخ النشر    | المدة الزمنية | المخرج   |
| ------------ | -------------- | ------------- | -------- |
| "يا أنا أنا" | 10 أكتوبر 2012 | 5:53          | جان ريشا |

### 2010
| عنوان       | تاريخ النشر | المدة الزمنية | المخرج     |
| ----------- | ----------- | ------------- | ---------- |
| "واد الحتة" | مارس 2010   | 5:47          | رندلى قديح |

### 2009
| عنوان       | تاريخ النشر | المدة الزمنية | المخرج     |
| ----------- | ----------- | ------------- | ---------- |
| "واد الحتة" | يوليو 2009  | 5:11          | رندلى قديح |

### 2007
| عنوان             | تاريخ النشر | المدة الزمنية | المخرج    |
| ----------------- | ----------- | ------------- | --------- |
| "في شوق"          | نوفمبر 2007 | 4:06          | جاد صوايا |
| "مشغول بالي عليك" | 2007        | 5:00          | جاد صوايا |
| "مين تغير"        | 2007        | 4:32          | جاد صوايا |